# Фронтале (Мачерата)
Фронтале (итал. Frontale) насеље је у Италији у округу Мачерата, региону Марке.
Према процени из 2011. у насељу је живело 282 становника. Насеље се налази на надморској висини од 492 м.